# Czeski Palatynat
Czeski Palatynat lub Czeski Górny Palatynat (cz. Česká Falc, Česká Horní Falc; niem. Neuböhmen), od XIX wieku znany także pod nazwą Nowe Czechy (cz. Nové Čechy) – czeski region historyczny na obszarze współczesnej północno-wschodniej Bawarii.
Obszar Czeskiego Palatynatu leży w północnej części Górnego Palatynatu, na południowych krańcach Górnej Frankonii i wschodnich krańcach Środkowej Frankonii. Największym miastem jest położone na zachodnim krańcu regionu Erlangen, nie licząc Norymbergi, która w niewielkim stopniu sięga Nowych Czech po poszerzeniu granic miasta w XIX wieku.

## Historia

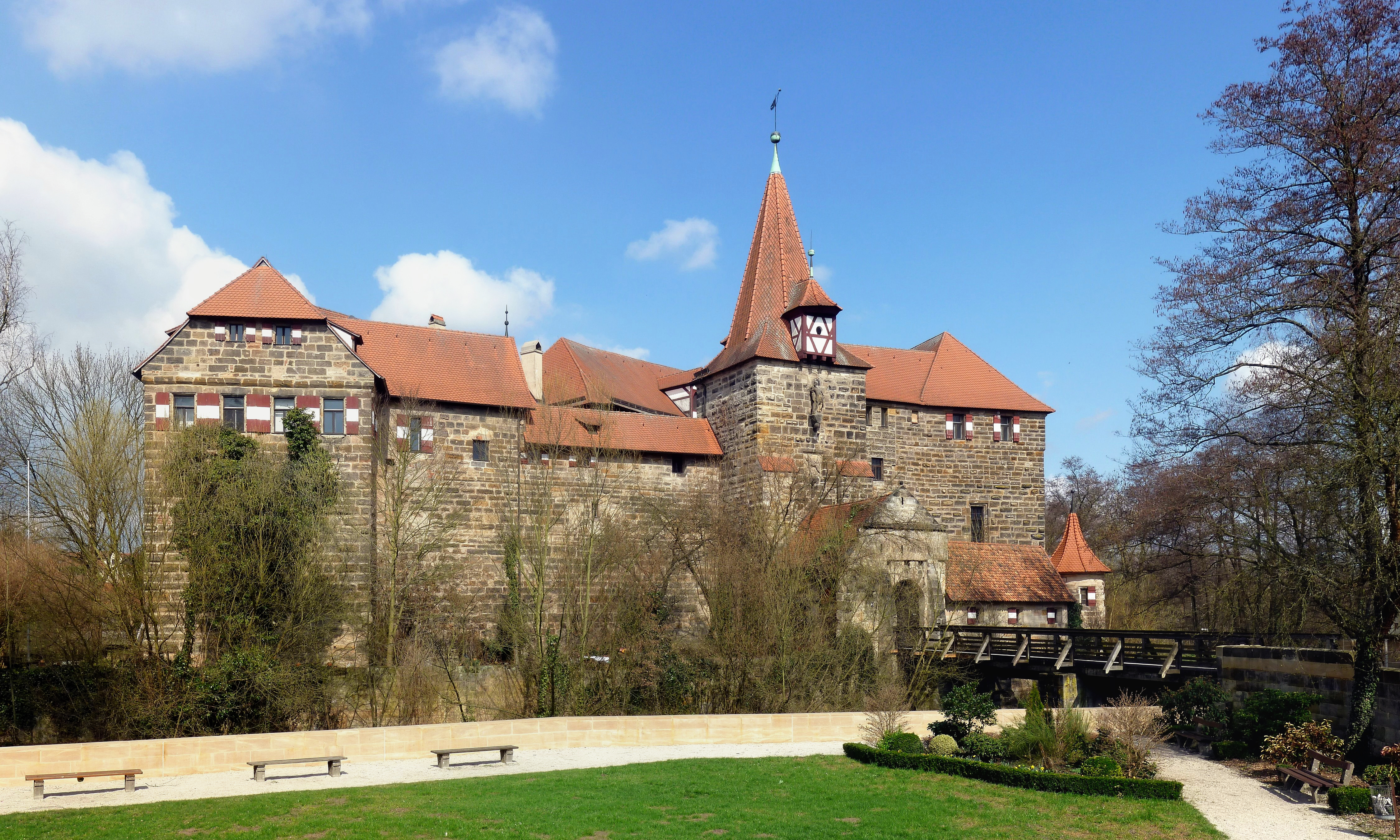
Zamek Wacława w Lauf an der Pegnitz

Region został pozyskany w 1353 przez króla Czech Karola Luksemburskiego z rąk Ruprechta Wittelsbacha tytułem rekompensaty za niespłacone pożyczki. W 1355 został inkorporowany w granice Królestwa Czech. Stolica administracyjna Czeskiego Palatynatu została ustanowiona w mieście Sulzbach, natomiast dla funkcji reprezentacyjnych decyzją króla z 1356 wzniesiono zamek (zwany Zamkiem Wacława ze względu na posąg księcia czeskiego Wacława I Świętego wieńczący bramę wjazdową) w miejscowości Lauf, leżącej na szlaku łączącym stolicę Czech Pragę z Norymbergą, w której w 1361 i 1368 przyszli na świat kolejni królowie Czech Wacław IV Luksemburski i Zygmunt Luksemburski. W latach 1355–1371 najwyższym hetmanem Czeskiego Palatynatu był czeski szlachcic Bušek młodszy z Velhartic. W grudniu 1361 król Karol zakupił od biskupstwa Bambergu miejscowość Erlangen i włączył do Czeskiego Palatynatu. W 1373 Karol Luksemburski przekazał większość regionu Wittelsbachom w zamian uzyskując dla Korony Czeskiej Elektorat Brandenburgii z Berlinem. W granicach Czech pozostała północna część regionu z miejscowościami Erlangen, Weiden, Pegnitz, Auerbach, Eschenbach. Stolicę regionu przeniesiono wówczas do Auerbach, które pełniło tę funkcję do 1400 roku. Pozostałą część regionu utracił do 1401 król Wacław IV, jednakże niektóre miejscowości uznawały formalne zwierzchnictwo królów Czech aż do XIX wieku. Za panowania czeskiego prawa miejskie otrzymały m.in. Lauf, Pegnitz, Eschenbach, Velden i Erlangen.
Czeski Palatynat graniczył na wschodzie z Czechami, na północy z Burgrabstwem Norymbergi, na zachodzie z księstwem biskupim Bambergu i Wolnym Miastem Norymbergą, a na południu z Landgrafstwem Leuchtenbergu oraz Górnym Palatynatem należącym do Palatynatu Reńskiego.
W 1783 czeski historyk František Martin Pelcl użył w stosunku do regionu określenia Nowe Czechy. Nowa nazwa się przyjęła w XIX wieku. W 1871 cały obszar Czeskiego Palatynatu znalazł się w granicach Cesarstwa Niemieckiego i pozostaje w posiadaniu Niemiec do dziś. W 1899 w granice Norymbergi włączono Erlenstegen – dawną przygraniczną miejscowość Nowych Czech.
W 1934 w Zamku Wacława odkryto galerię 112 herbów czeskich, morawskich i śląskich rodów szlacheckich, ziem, miast i biskupstw. Jest to najcenniejszy tego typu zbiór dla czeskiej heraldyki.

## Miasta

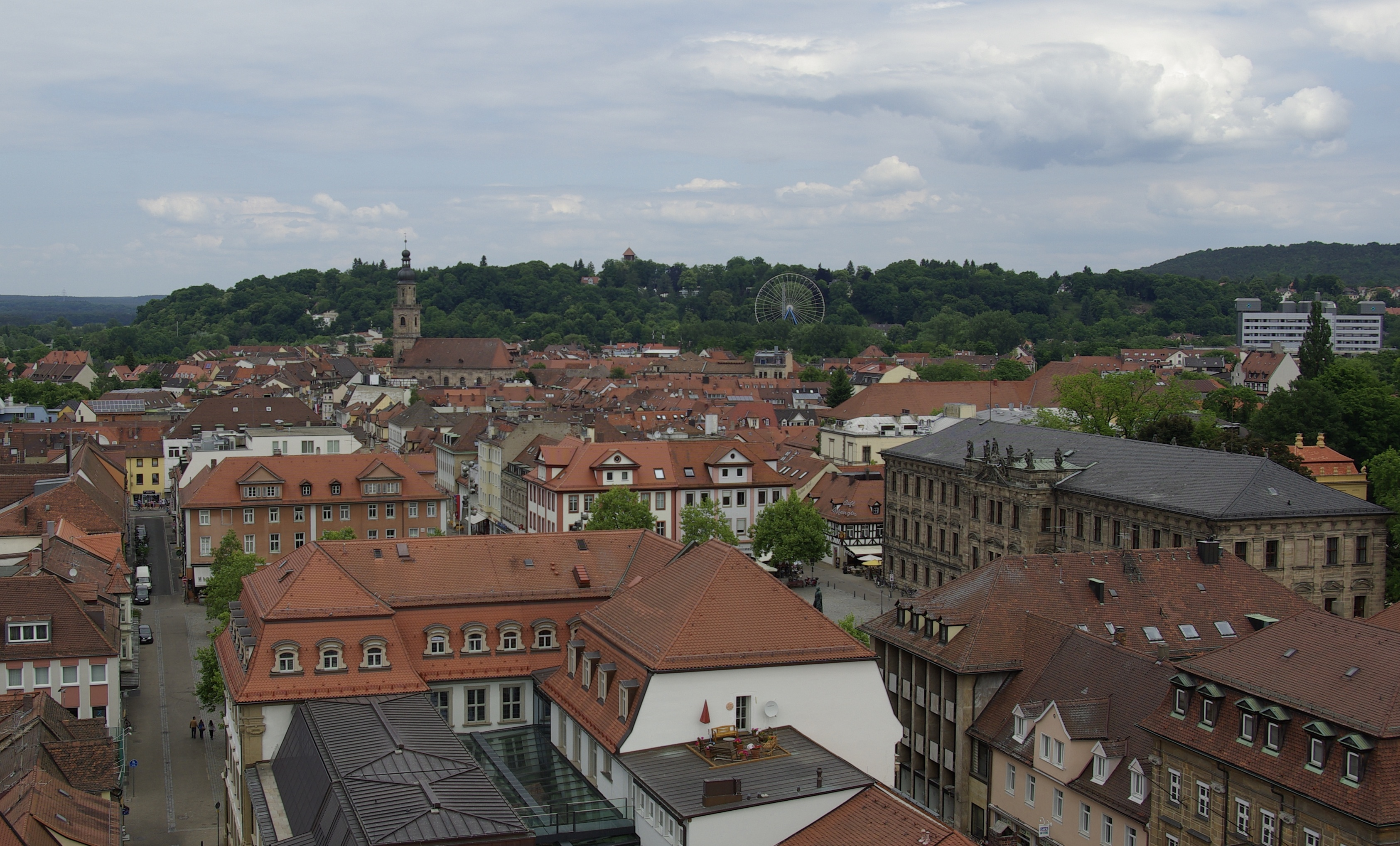
Erlangen

Największe miasta Nowych Czech współcześnie:
|    | miasto                  | populacja (2014) | rejencja           |
| -- | ----------------------- | ---------------- | ------------------ |
| 1. | Erlangen                | 106 423          | Środkowa Frankonia |
| 2. | Weiden in der Oberpfalz | 41 817           | Górny Palatynat    |
| 3. | Lauf an der Pegnitz     | 26 122           | Środkowa Frankonia |
| 4. | Sulzbach-Rosenberg      | 19 380           | Górny Palatynat    |
| 5. | Pegnitz                 | 13 346           | Górna Frankonia    |
| 6. | Hersbruck               | 12 132           | Środkowa Frankonia |

## Galeria

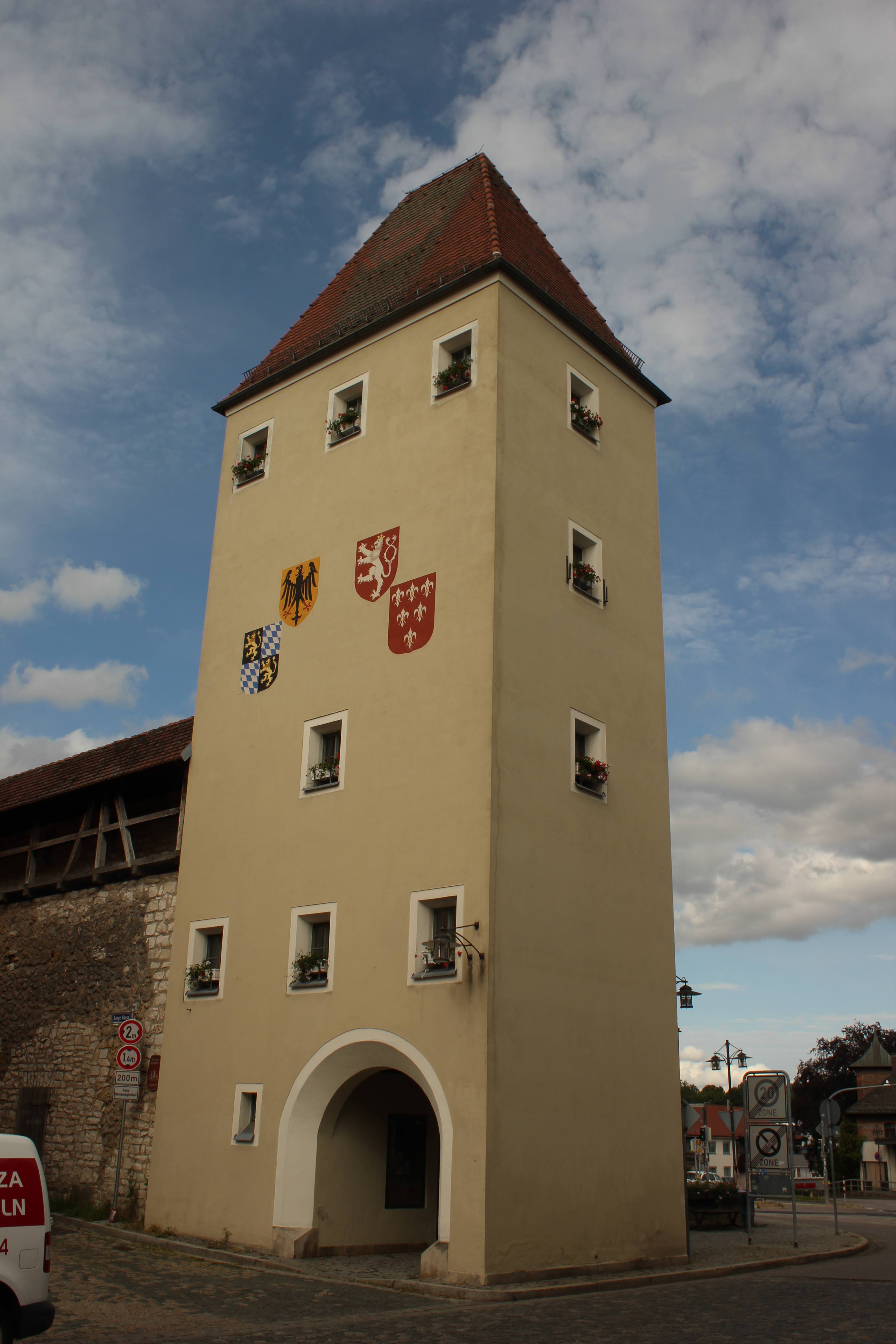
Wieża w Sulzbach-Rosenberg z herbem Czech (drugi od prawej)
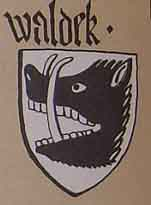
Herb rodu Zajíców w Zamku Wacława w Lauf an der Pegnitz
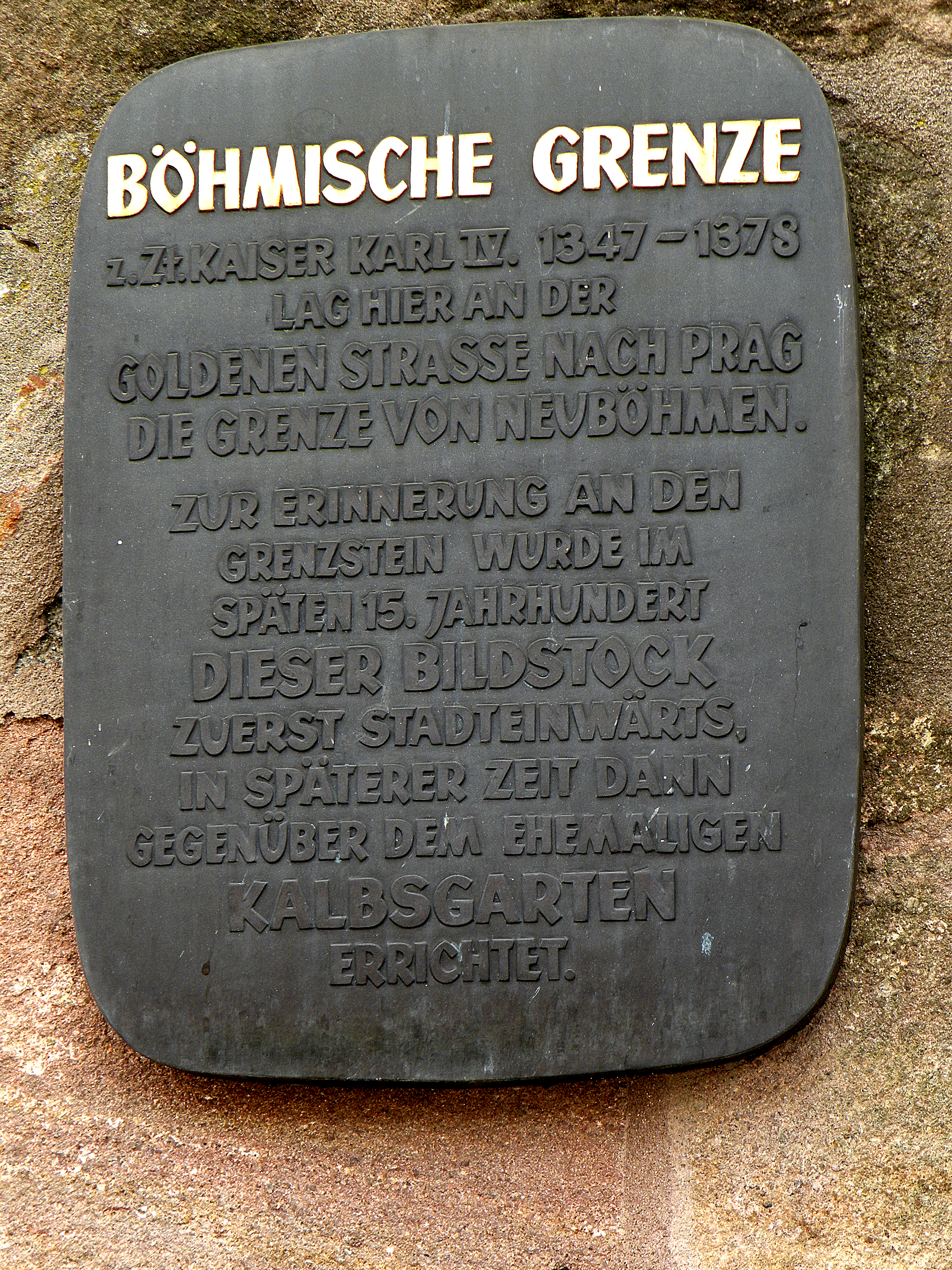
Tablica w Norymberdze upamiętniająca dawną granicę czeską